# Посейнеле (Підляське воєводство)
Посейнеле (пол. Posejnele) — село в Польщі, у гміні Ґіби Сейненського повіту Підляського воєводства.
Населення — 107 осіб (2011).
У 1975-1998 роках село належало до Сувальського воєводства.

## Демографія
Демографічна структура станом на 31 березня 2011 року:
|          | Загалом | Допрацездатний вік | Працездатний вік | Постпрацездатний вік |
| -------- | ------- | ------------------ | ---------------- | -------------------- |
| Чоловіки | 61      | 14                 | 39               | 8                    |
| Жінки    | 46      | 9                  | 28               | 9                    |
| Разом    | 107     | 23                 | 67               | 17                   |